# South Portland (Maine)
South Portland est une ville du comté de Cumberland, dans le Maine, aux États-Unis ; c'est la quatrième plus grosse ville de cet État. Elle a reçu le statut de cité en 1898. Au recensement de 2020, sa population était de 26 498 habitants. Réputée pour ses quais industrieux, South Portland comprend le complexe portuaire de Portland Harbor d'où l'on embrasse le panorama urbain de Portland et de l'archipel de Casco Bay. Desservie par les principaux modes, South Portland est aujourd'hui un carrefour commercial et industriel de la région.
Malgré son nom, South Portland n'a jamais dépendu de Portland : elle est issue de la scission de Cape Elizabeth en 1895. South Portland est l'un des noyaux urbains de la mégalopole Portland – South Portland – Biddeford.

## Géographie
South Portland est limitrophe de Portland au nord, de Cape Elizabeth et de Scarborough au sud, et de Westbrook à l'ouest.

### Économie

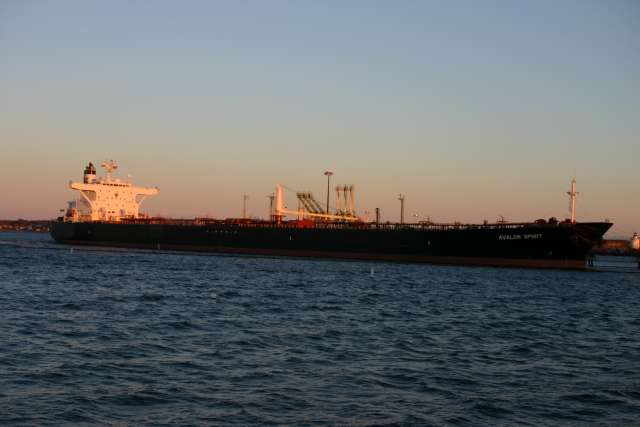
Un pétrolier alimente le pipeline de Portland.

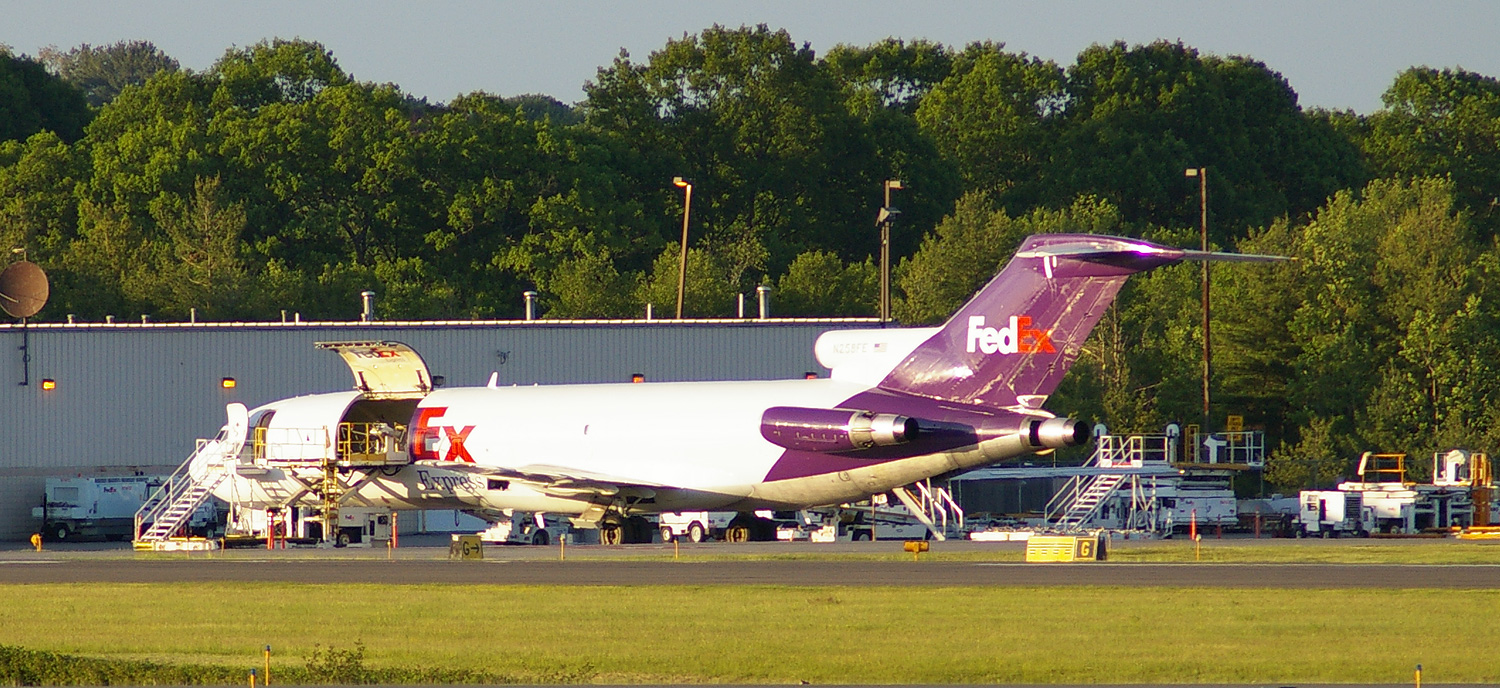
Avion-cargo FedEx sur l’aéroport international de Portland (PWM), vu depuis South Portland (2009).

Cette ville de faubourg possède une industrie diversifiée grâce à l’activité portuaire et aux entrepôts.
Elle abrite le terminal du pipeline Portland-Montréal, qui permet d'acheminer des millions de barils de pétrole chaque année, et assure l’essentiel du tonnage du Port of Portland. Rigby Yard, la plus grande gare de triage de Nouvelle-Angleterre, aménagée par Portland Terminal Company en 1922, est toujours opérationnelle actuellement et fait partie du réseau de Pan Am Railways.
South Portland est aussi l’un des sites de production de Fairchild Semiconductor et de Texas Instruments (anciennes usines de National Semiconductor). L’hypermarché de Maine Mall est le plus gros centre commercial de tout l’état.
La plus grande piste de l’aéroport le plus actif du Maine, l’aéroport international de Portland, se trouve sur le territoire de South Portland. Le terminal à passagers se trouve à Portland.

## Histoire

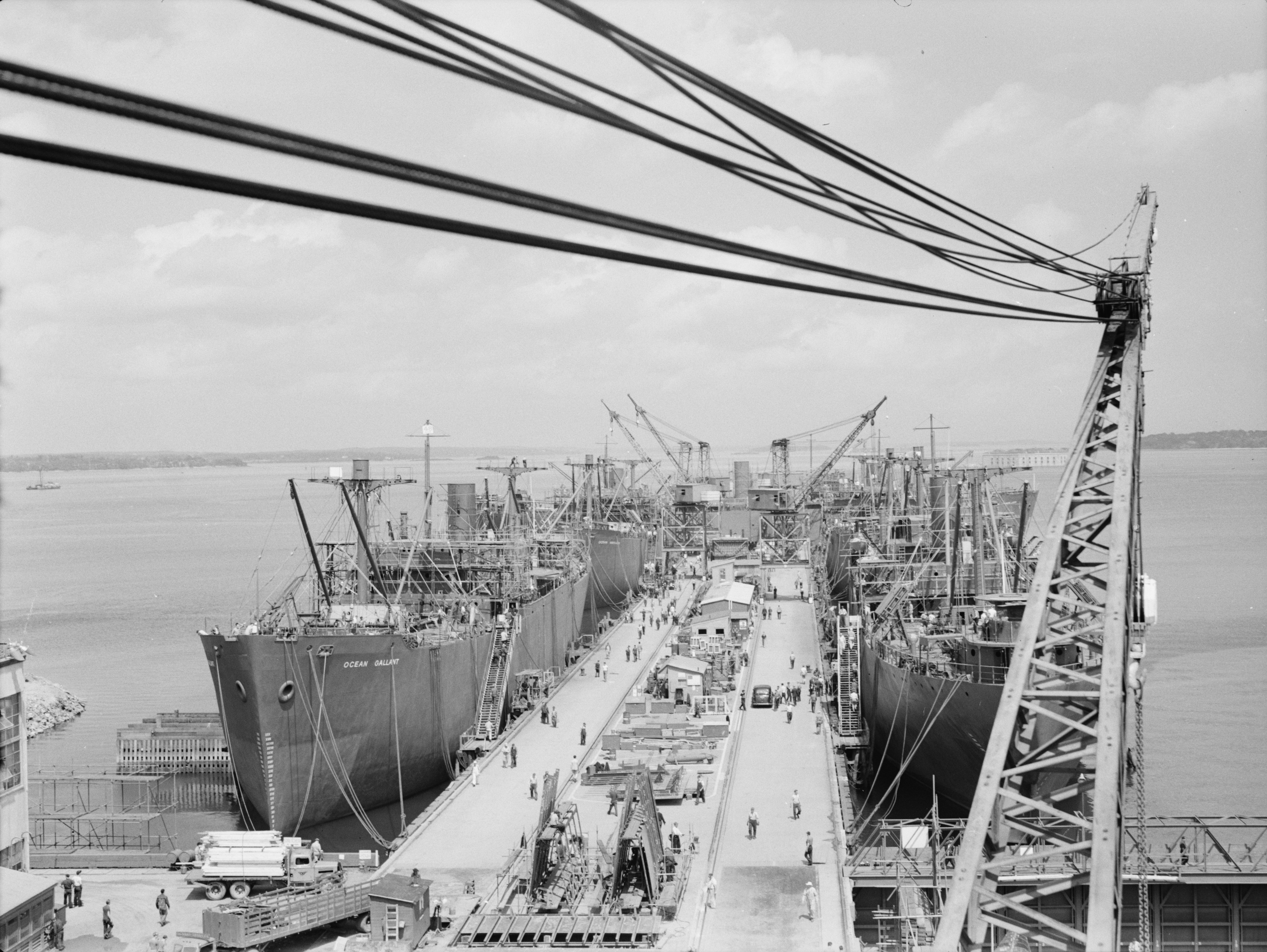
Liberty ships en construction (août 1942)

La colonie de South Portland s'est formée en 1630, et ne compta d'abord que quelques fermes. Ce village fut attaqué par les indigènes lors de la Guerre anglo-wabanaki (1724). En 1858, la ville de Portland fit l'acquisition de terres à Fore River pour étendre le cimetière de Forest City. Le 15 mars 1895, détachée de Cape Elizabeth à la suite d'un désaccord sur l'approvisionnement en eau potable, South Portland reçut le statut de town. Trois ans plus tard elle obtenait le statut de city, ce qui lui permettait de bénéficier, au même titre que Portland, de l'eau douce du lac Sebago, tandis que Cape Elizabeth devait recourir à des captages.
Le camp militaire de Fort Preble s'est établi sur les quais de South Portland, en 1808. Il a été en activité de la Guerre de Sécession jusqu'aux deux guerres mondiales. Non loin de là, le phare de Spring Point Ledge a été édifié en 1897 pour marquer l'emplacement d'un récif dangereux.
En 1940, les chantiers navals de Todd-Bath Iron Shipbuilding Corp. (rebaptisés plus tard “East Yard”) ont été aménagés pour construire les cargos de ravitaillement destinés à l'Angleterre. À l'entrée en guerre des États-Unis, ils furent agrandis jusqu'à incorporer South Portland Shipbuilding Corp. (alias West Yard) : une fois réunis, ces deux arsenaux donnèrent naissance à la New England Shipbuilding Corporation. Les Liberty ships, longs de 72 à 134 m, assemblés sur ce site représentent plus de 10 % de tous les Liberty ships construits au cours de cette guerre. À son apogée, les chantiers navals de South Portland employaient jusqu'à 30 000 ouvriers, y compris des milliers de femmes occupant les emplois laissés vacants par les hommes mobilisés. L'activité des arsenaux baissa graduellement après les armistices de 1945. On peut encore en voir quelques vestiges, et un mémorial est dédié aux ouvriers dans le parc du phare Bug (Bug Light).

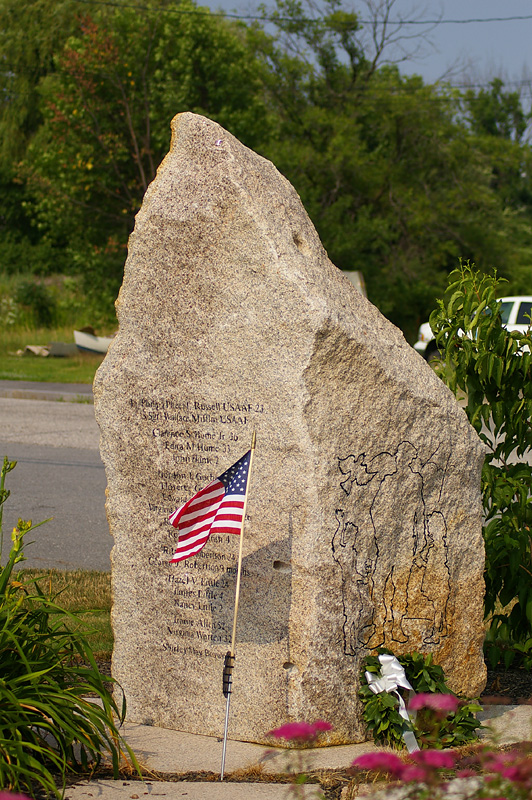
Plaque commémorative de la catastrophe aérienne de Long Creek.

Le 11 juillet 1944, à 16h45, le lieutenant de l'U.S. Army Phillip (dit « Phee ») Russell tentait de faire atterrir son Douglas A-26 Invader sur l'aérodrome municipal de Portland-Westbrook. Pour des raisons encore obscures, Russell perdit le contrôle de son appareil et s'écrasa dans un parc de maisons mobiles du quartier de Brick Hill, tuant 19 personnes et en blessant 20 autres (essentiellement des familles d'ouvriers des chantiers navals), ce qui constitue le plus grave accident aérien de l'histoire du Maine,. Un monument commémore, inauguré seulement 66 ans plus tard, rappelle le souvenir des victimes.

## Curiosités touristiques
South Portland est riche d'espaces verts et de jardins publics. L'un des sites les plus appréciés de la ville est la promenade verte historique, chaussée pavée longue de 5 km qui traverse plusieurs quartiers en faisant le tour du port. Le parc de Mill Creek Park se trouve, lui, dans le centre-ville et se caractérise par ses multiples étangs traversés de ponts, et ses rosiers. Il accueille des manifestations toutes l’année : expositions, concerts l'été, guirlandes lumineuses et patinage sur glace l'hiver. Parmi les autres jardins publics, il y a lieu de citer le parc de Wainwright Farm, et le parc Hinckley, forêts de 16 ha comprenant deux étangs. Le front de rivière possède plusieurs marinas et on y trouve la seule plage gratuite de l'agglomération, Willard Beach.

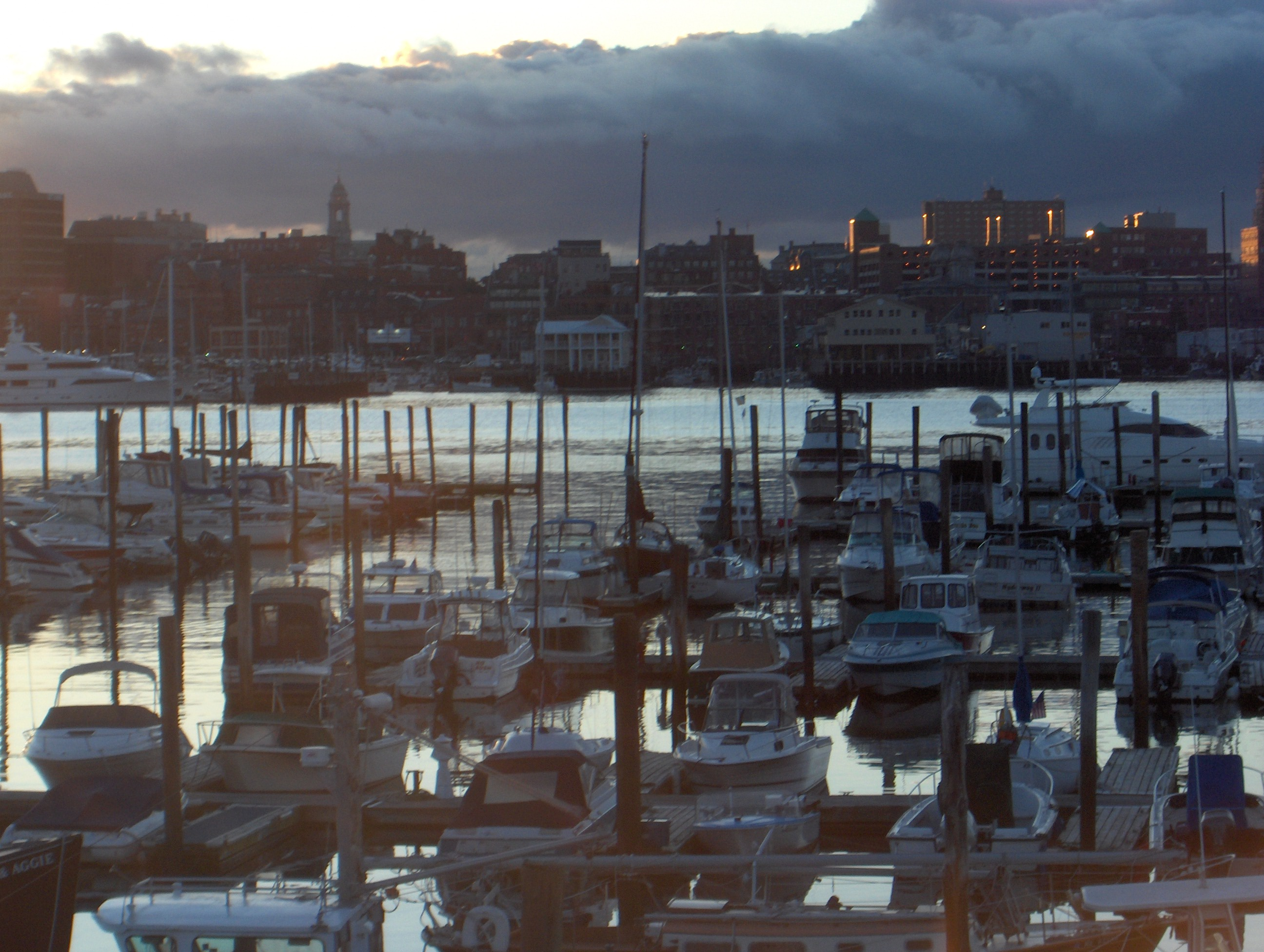
Une des marinas de South Portland, avec panorama sur Portland.

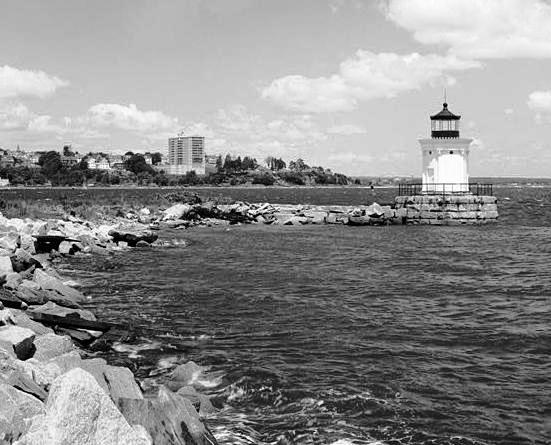
Le phare de la jetée avec à l'arrière-plan la Promenade.

Autres sites:
- Fort Preble
- La salle de concert lyrique
- les phares : celui de la jetée de Portland (baptisé localement Bug Light), et celui de Spring Point Ledge
- Musée maritime de Portland
- Troupe du théâtre de Portland
- Arboretum du front de rivière
- Le marché fermier de South Portland
- Société historique de South Portland
- Bibliothèque municipale de South Portland